# 一座城池
《一座城池》是中国作家韩寒所著的一部长篇小说。《一座城池》小说描写了“我”“健叔”“王超”“阿雄”等一群不羁青年在一段非常日子里海阔天空的“光辉岁月”。该书首印数为50万册。 2006年1月，《一座城池》一上市即进入全国虚构类读物排行榜第一名，2月又以18304册的监控销量，跃居全国2月份畅销书总榜第一名。2011年3月，《一座城池》小说改编的话剧在人艺实验小剧场拉开大幕。

## 電影
《一座城池》（The Ideal City），是一部2013年中國青春黑色幽默喜劇電影，改編自韩寒的同名小說，由孙渤涵執導，房祖名、王太利、小薰領銜主演，影片於2013年9月18日上映。

### 劇情簡介
讲述了从学校肄业的林夕(房祖名飾)因为一次群架事件和朋友健叔从上海逃到了一个城镇。健叔(王太利飾)是高我一年的同学，我们住在长江旅馆里，整日在这个城市里闲晃。两人在城镇上认识了新朋友王超(楊地飾)，还有健叔心仪的永久妹妹(小薰飾)，以及她的藝術家男友。
从此，王超和他的桑塔纳就和我们混在了一起。
故事将青年人的无奈、茫然、彷徨与尴尬表现得淋漓尽致，就好像一直在寻找着一条路，然而最后发现路就在脚下。
导演通过荒诞、幽默描写了“我”、“健叔”、“王超”、“阿雄”等一群不羁青年在一段非常的日子里，于一个城镇闲晃、做梦、回忆的故事。

### 主要角色
| 演員   | 角色     | 簡介 |
| 房祖名 | 林夕     |      |
| 王太利 | 健叔     |      |
| 小薰   | 永久妹妹 |      |
| 楊地   | 王超     |      |
| 謝芳   | 長江大媽 |      |

## 相关链接
- 電影《一座城池》官方新浪微博 （页面存档备份，存于）
- 影评 （页面存档备份，存于）